# Zhang Zhanshuo
Zhang Zhanshuo (en chino: 张展硕; 14 de mayo de 2007) es un deportista chino que compite en natación, especialista en el estilo libre.
Ganó tres medallas en el Campeonato Mundial de Natación, en los años 2024 y 2025. Participó en los Juegos Olímpicos de París 2024, ocupando el cuarto lugar en la prueba de 4 × 200 m libre.

## Palmarés internacional
| Campeonato Mundial | Campeonato Mundial  | Campeonato Mundial | Campeonato Mundial |
| Año                | Lugar               | Medalla            | Prueba             |
| ------------------ | ------------------- | ------------------ | ------------------ |
| 2024               | Doha (Catar)        | Medalla de oro     | 4 × 100 m libre    |
| 2024               | Doha (Catar)        | Medalla de oro     | 4 × 200 m libre    |
| 2025               | Singapur (Singapur) | Medalla de plata   | 4 × 200 m libre    |